# أهايلونيس
بلدية أهايلونيس (بالإسبانية: Ahillones)‏، هي إحدى بلديات مقاطعة بطليوس، التي تقع في منطقة إكستريمادورا، والتي تقع في غرب إسبانيا.
يبلغ عدد سكانها 1.158 نسمة وفقاً لإحصائية سنة (2002).